# Los funerales de la Mamá Grande (cuento)
Los funerales de la Mamá Grande es un cuento del escritor colombiano Gabriel García Márquez. Fue publicado en 1962 y está incluido en una selección de ocho historias a la que da título al volumen.

## Argumento
En la historia, el narrador se ocupa de la muerte y entierro de una gran, misteriosa e importante personaje para la ciudad ficcional de Macondo y sus habitantes en un espacio de tiempo no bien delimitado. El narrador, sin embargo, a pesar de ser parte de los hechos y de la gente de Macondo, sabe que lo que va a contar escapa a la verosimilitud. 
La Mamá Grande, quien se llama María del Rosario Castañeda y Montero, muere a los 92 años y su muerte provoca una conmoción nacional. Su existencia determinaba la vida social, el funcionamiento del gobierno y el desarrollo económico de la región. Mamá Grande era de la alta sociedad del país, distinguida por su dinero, sus tierras y conocida por el presidente de la República y por el sumo pontífice.
El cuento presenta vínculos entre otros relatos del volumen y también relaciones con Cien años de soledad, importante novela del escritor colombiano. Además de ocurrir en la misma ubicación espacial, en la narrativa se nombran algunos personajes de dicha novela, como el coronel Aureliano Buendía y Rebeca.

## Personajes principales
- Mamá Grande
- Padre Antonio Isabel
- Nicanor
- Magdalena
- Presidente de la República
- Sumo pontífice